# بیتیزویل (ویرجینیای غربی)
بیتیزویل (به انگلیسی: Beatysville) یک منطقهٔ مسکونی در ایالات متحده آمریکا است که در شهرستان جکسون، ویرجینیای غربی واقع شده‌است. بیتیزویل ۲۴۶٫۸۹ متر بالاتر از سطح دریا واقع شده‌است.